# La Folle de Maigret
La Folle de Maigret est un roman policier de Georges Simenon publié en 1970. Il fait partie de la série des Maigret. 
L'écriture de ce roman s'est déroulée entre les 1er et 7 mai 1970. L'action du roman se déroule à Paris (quai de la Mégisserie, rue Saint-André-des-Arts, place Maubert) et à Toulon, au début des années 1970 ; l’enquête dure huit jours et se déroule en mai.
Ce récit d’enquête presque entièrement dialogué repose sur un contraste entre le mobile indirect du crime et la personne de la victime. Une vieille dame paisible est tuée parce qu’elle possédait chez elle un appât prodigieux pour le gangstérisme : le premier échantillon de silencieux incorporé au revolver.

## Personnages
- Léontine Antoine de Caramé (la « folle de Maigret ») : la victime, 86 ans, veuve.
- Angèle Louette : nièce de Léontine, 56 ans, masseuse, mère célibataire.
- Billy Louette : fils d’Angèle, 25 ans, guitariste.
- Marcel Montrond, dit « le Grand Marcel » : 35 ans, barman, lié au Milieu.

## Résumé
Une vieille dame implore Maigret de la sauver d'un danger : les objets bougent chez elle, on la suit... Est-elle folle ? Elle n'en a pas l'air. Pourtant, Maigret se décide trop tard : la veille dame est étranglée dans son appartement. Meurtre sans préméditation, dû peut-être à la panique d'un voleur ? Elle n'avait pas d'argent. Mais des traces d'huile dans un tiroir signalent la disparition d'un revolver. 
Les suspects sont peu nombreux : une nièce qui fréquentait sa tante pour conserver l'héritage ; le fils de celle-ci, qui mène de son côté une vie de bohème ; l'amant de la nièce, un barman du milieu surnommé le Grand Marcel. L'enquête piétine : en explorant le passé de la vieille dame, on n'y trouve guère que deux maris parfaitement inoffensifs. 
Mais le Grand Marcel est parti pour Toulon. Maigret l'y fait surveiller, puis s'y rend lui-même : le barman a, paraît-il, contacté pour « affaire extrêmement importante » un ancien truand richement retraité. Maigret jette cartes sur table devant le gangster reconverti à une légalité qu'il lui coûterait cher de compromettre : l'objet du marché ne peut être que le revolver d'un type nouveau qui a été dérobé à la vieille dame et qu'avait fabriqué le second mari de celle-ci, un bricoleur. Les effets de la perspicacité de Maigret ne se font pas attendre : un objet mystérieux est jeté à la mer et le Grand Marcel, témoin gênant, est supprimé. 
- Dénouement

De retour à la P.J., Maigret confond enfin Angèle Louette qui passe aux aveux sous le coup de l'émotion : c'est le Grand Marcel qui a tout fait. Elle n'est coupable que d'avoir voulu retenir son amant, fût-ce au prix d'un vol. Le crime est un accident auquel elle n'avait pas pensé : Maigret la laisse en liberté.

## Éditions
- Prépublication dans Le Figaro du 19 octobre au 13 novembre 1970
- Livre de Poche n° 14214, 1997  (ISBN 978-2-253-14214-0)
- Édition originale : Presses de la Cité, 1970
- Tout Simenon, tome 15, Omnibus, 2003  (ISBN 978-2-258-06056-2)
- Tout Maigret, tome 9, Omnibus,  2019  (ISBN 978-2-258-15050-8)

## Adaptations
- 1975 : La Folle de Maigret, téléfilm français de Claude Boissol, avec Jean Richard
- 1992 : Maigret and the Mad Woman, téléfilm anglais de John Glenister, avec Michael Gambon

## Source bibliographique
- Maurice Piron, Michel Lemoine, L'Univers de Simenon, guide des romans et nouvelles (1931-1972) de Georges Simenon, Presses de la Cité, 1983, p. 398-399  (ISBN 978-2-258-01152-6)